# سافران سیلورکرست
سافران سیلورکرست یک توربوفن فرانسوی است که هم‌اکنون در دست طراحی بوده و توسط شرکت موتورهای هواگرد سافران ساخته خواهد شد.

## مشخصات (۲ دی)

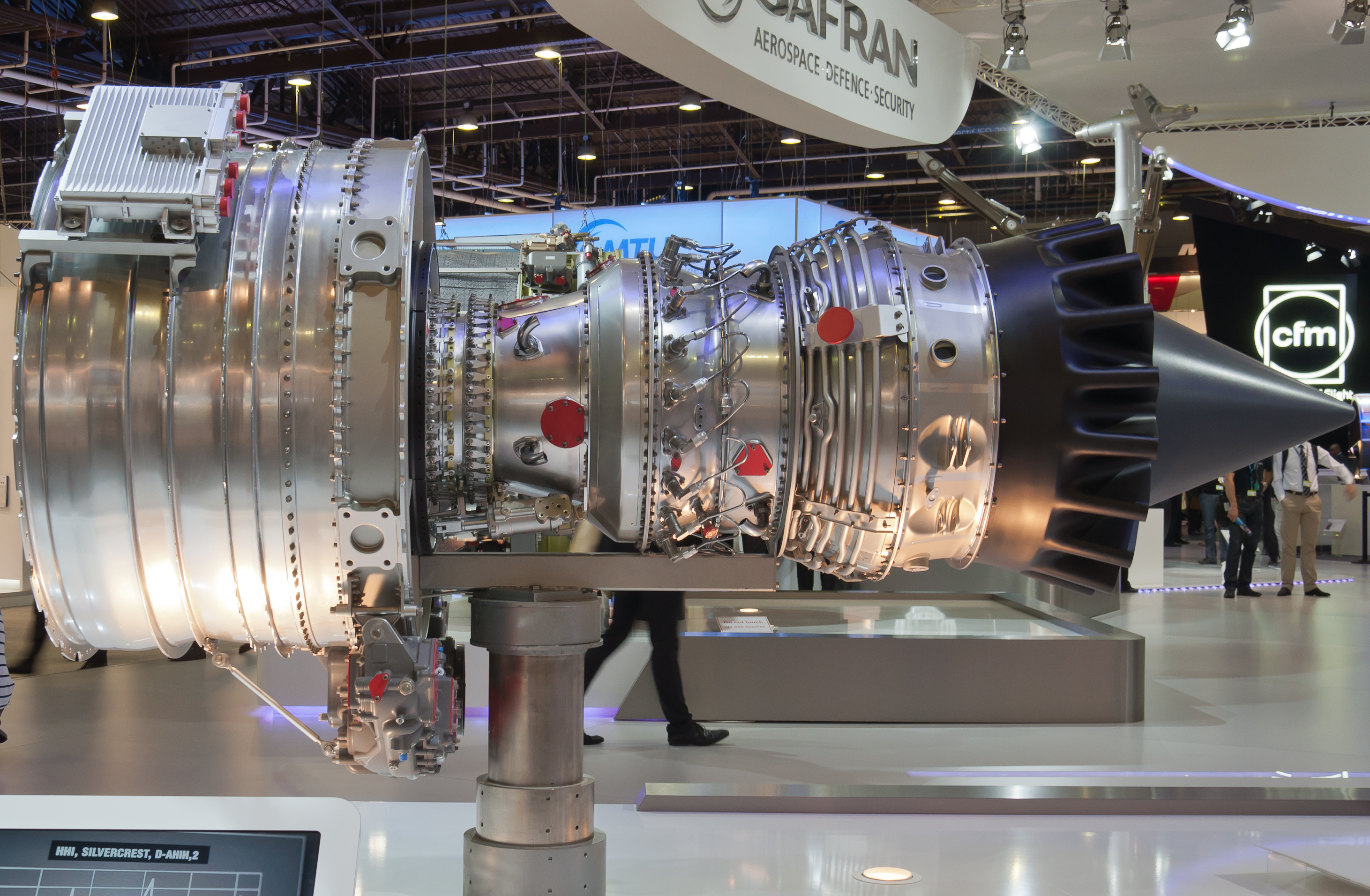
نمای کنار

Data from Snecma.

#### خصوصیات کلی
- نوع: موتور جریان محوری و گریز از مرکز، دو شفت، بای پس توربوفن
- طول: approx. ۷۴ اینچ (۱٬۹۰۰ میلیمتر)[۵]
- قطر: ۴۲٫۵ اینچ (۱٬۰۸۰ میلیمتر) Fan
- وزن خشک: ۲٬۲۹۰ پوند (۱٬۰۴۰ کیلوگرم)[۶]

#### اجزا
- کمپرسور: ۴ مرحله کم فشار، ۴ بلیکس فشار بالا + ۱ مرحله گریز از مرکز
- توربین: ۱ مرحله فشار بالا، ۴ مرحله کم فشار

#### عملکرد
- Maximum رانش: ۱۱٬۴۵۰ پوند-نیرو (۵۰٫۹ کیلونیوتن)
- نسبت فشار کلی: 38.5[۷]
- نسبت کنار گذر: ۵٫۹:۱
- نسبت نیرو به وزن: 5[۶]